# 北卡羅來納大學威明頓分校
北卡羅來納大學威明頓分校（University of North Carolina at Wilmington，縮寫：UNC Wilmington、UNCW），是一所位於美國北卡罗來納州威明顿的公立大學。該大學創建於1947年，當時為一所為二戰退伍軍人提供教育的短期大學，現在為北卡罗來納大學的組成機構。2015年《美國新聞與世界報道》將其列在南部地區大學排名中的第16位。